# 현악 사중주 6번 (멘델스존)
《현악 사중주 6번 바단조 작품번호 80》는 펠릭스 멘델스존이 1847년에 작곡했다. 연주시간은 약 25분이다.

## 악장
멘델스존의 모든 현악 사중주가 그렇듯이 4악장으로 이루어져 있다.
- Allegro vivace assai
- Allegro assai
- Adagio
- Finale: Allegro molto